# Blåhval
Blåhvalen (latin: Balaenoptera musculus) er det største nulevende dyr og det tungeste dyr, der nogensinde har levet. Blåhvaler kan blive 33 meter lange og veje op til 160 ton. Blåhvalen har en strømlinet krop og er mørk gråblå i farven (genskinnet fra havet gør den mere blå, end den egentlig er), men kan have områder med enten mørkere eller lysere pigmentering. Af og til kan blåhvalen også få et gulligt skær i farven, hvilket gav den navnet sulfurbug blandt hvalfangere. Dette skyldes kiselalger, som vokser på kroppen. Den kendes fra sin nære slægtning finhvalen ved at være større og vise halen når den dykker. Finhvaler viser sjældent halen når de dykker og har i modsætning til blåhvaler en hvid underkæbe på venstre side.
Som hos andre bardehvaler er hovedet hos blåhval stort, men ikke ligeså dominerende som hos rethvalerne. På undersiden af hovedet og nedover mod brystregionen har den mellem 55 og 88 strubefurer. I munden har den 540-790 sorte barder, som bliver op til 1 meter lange og hænger ned fra overkæben. Barderne er bagoverbøjede og stopper omkring 50 cm længere tilbage i munden end udgangspunktet. Langt bag på ryggen sidder en, i forhold til kropsstørrelsen, ubetydelig rygfinne, ca. 30-40 cm høj. Rygfinnen bliver oftest kun synlig et kort øjeblik, når hvalen ruller fremover for at dykke.
Hunnerne bliver gennemsnitligt noget større end hannerne. Sædvanligvis bliver blåhvalen ca. 25-26.5 meter lang og vejer i gennemsnit omkring 95-110 ton. Heraf udgør spæklaget omkring 27 procent.
Blåhvalen har en tophastighed på omkring 55 km/t. Blåhvalens lungekapacitet er på 5.000 liter og når den ånder ud efter et dyk, bliver blåsten op til 9 meter høj.
En blåhvalunge er omkring 7 meter lang ved fødslen og tager cirka 90 kg på om dagen i løbet af de første 7 måneder.
Blåhvaler lever næsten udelukkende af lyskrebs, som de filterer ud af vandet med deres barder.
Blåhvaler findes i alle jordens oceaner. Det skønnes, at der i dag findes mellem 10.000 og 25.000 blåhvaler i verden, hvilket er langt under hvad der var før den kommercielle hvalfangst startede i begyndelsen af 1900-tallet. Det vurderes, at 220.000 blåhvaler levede omkring Antarktis i slutning af 1800-tallet. Blåhvaler blev fredet fra hvalfangst af Den internationale hvalfangstkommission i 1966.
Blåhvaler kommunikerer ligesom andre bardehvaler med kraftige undervandslyde. Blåhvalernes lyde er pulser på op til 40 sekunders længde og ligger i frekvensområdet 10 Hz - 150 Hz, på kanten af og dybere end lyde mennesker kan opfatte. I det åbne ocean kan lydene høres mange hundrede km væk, i nogle tilfælde endnu længere.
Blåhvaler ses meget sjældent i danske farvande. I det 20. århundrede strandede blåhvaler 2 gange i Danmark: 1931 ved Årøsund og 1936 ved Skagen.
Det eneste udstoppede eksemplar findes på Göteborgs naturhistoriska museum, og kaldes Malms hval. Den blev udstoppet i 1865-66.